# گروسمان ۴۵۶۵
سیارک ۴۵۶۵ (به انگلیسی: 4565 Grossman، نامگذاری:1981EZ17) چهار هزار و پانصد و شصت و پنجمین سیارک کشف شده‌است که در ۲ مارس ۱۹۸۱ کشف شد.
قدر مطلق سیارک برابر ۱۳٫۰۰ است.